# Somebody's Watching Me
Somebody's Watching Me is een nummer van de Amerikaanse zanger Rockwell. Het is de eerste single van zijn gelijknamige debuutalbum uit januari 1984. Op 26 december 1983 werd het nummer eerst in de VS en Canada op single uitgebracht en op 14 januari 1984 volgden Europa, Australië, Nieuw-Zeeland, Zuid-Afrika, Brazilië en Peru.

## Achtergrond
Het refrein van het nummer wordt gezongen door Michael Jackson, terwijl zijn broer Jermaine Jackson de achtergrondvocalen voor zijn rekening neemt. Aanvankelijk was Rockwells' vader niet zo onder de indruk van het materiaal van zoonlief. Totdat hij met een demo voor "Somebody's Watching Me" op de proppen komt, waarin ook Michael Jackson te horen is. Het nummer werd Rockwells debuutsingle en groeide meteen uit tot een gigantische wereldhit. De plaat behaalde in thuisland de VS de 2e positie in de Billboard Hot 100. In Canada en Duitsland werd eveneens de 2e positie bereikt. In Frankrijk en Spanje werd zelfs de nummer 1-positie behaald, in Australië de 12e, Nieuw-Zeeland de 5e, Ierland de 6e en in het Verenigd Koninkrijk eveneens de 6e positie in de UK Singles Chart.
In Nederland was de plaat op vrijdag 17 februari 1984 Veronica Alarmschijf op Hilversum 3 en werd een gigantische hit in de destijds drie landelijke hitlijsten op de nationale publieke popzender. De plaat bereikte de 2e positie in zowel de Nederlandse Top 40 als de TROS Top 50. In de Nationale Hitparade werd de 4e positie bereikt. In de Europese hitlijst op Hilversum 3, de TROS Europarade, werd de 3e positie bereikt.
In België bereikte de plaat in zowel de voorloper van de Vlaamse Ultratop 50 als de Vlaamse Radio 2 Top 30 de nummer 1-positie. In Wallonië werd géén notering behaald.

## Andere versies
Er zijn ook diverse remixes van "Somebody's Watching Me" gemaakt: 
- In 1993 gebruikte DJ Bobo bijvoorbeeld een interpolatie van het nummer voor zijn hit Somebody Dance with Me.
- In 2006 maakte Beatfreakz een houseversie en werd in Nederland Dancesmash op Radio 538 en stond op plaats 12 in de Nederlandse Top 40 op destijds Radio 538 en de 21e positie in zowel de publieke hitlijst; toentertijd de Mega Top 50 op 3FM als de Single Top 100
- In 2020 maakten de Nederlandse dj Chico Rose samen 71 Digits een deephouseremix van het nummer, wat in België de Vlaamse "Ultratip" bereikte en in Wallonië de 41e positie in de Waalse "Ultratip". Ook in Frankrijk werd de remix een kleine radiohit.